# Bangkok Glass FC
Bangkok Glass Football Club (taj. บางกอกกล๊าส เอฟซี) – tajski klub piłkarski, grający w Thai Premier League, mający siedzibę w prowincji Pathum Thani.

## Sukcesy
- Puchar Tajlandii
  - zwycięstwo (1): 2014[1]
- Superpuchar Tajlandii
  - zwycięstwo (1): 2009

## Stadion
Domowe mecze klub rozgrywa na LEO Stadium w Pathum Thani. Stadion może pomieścić 16014 widzów.

## Azjatyckie puchary
Legenda do wszystkich tabel:
- Q – runda eliminacyjna, 1/16, 1/8, 1/4, 1/2 – odpowiednia faza rozgrywek, Grupa – runda grupowa, 1r gr – pierwsza runda grupowa, 2r gr – druga runda grupowa, F – finał, R – runda, PO – play-off
- k. – rzuty karne, los. – losowanie, Dogr. – dogrywka, w. – zasada bramek strzelonych na wyjeździe

| Sezon | Rozgrywki     | Runda | Klub                  | Dom | Wyjazd | Ogólnie |
| ----- | ------------- | ----- | --------------------- | --- | ------ | ------- |
| 2015  | Liga Mistrzów | 2Q    | Johor Darul Takzim FC | 3–0 | –      | 3–0     |
| 2015  | Liga Mistrzów | PO    | Beijing Guo’an        | –   | 0–3    | 0–3     |